# Vladimir Luxuria
Vladimir Luxuria [vládimir luksúrija] (rojena kot Wladimiro Guadagno), italijanska televizijska osebnost, komunistična političarka, poslanka in igralka, * 24. junij 1965, Foggia, Apulija.
Od leta 2006 do leta 2008 bila je članica Poslanske zbornice v Partiji komunistične prenove. Kot prva transsekualka je bila izvoljena v parlament kakšne evropske države.